# Загадка кубачинського браслета
«Загадка кубачинського браслета» — радянський телефільм 1982 року, знятий режисером Рафаелем Гаспарянцем на Північно-Осетинській студії телебачення.

## Сюжет
За автобіографічною повістю Ахмедхана Абу-Бакара «Браслет з камінням». Дія відбувається в 1950-ті роки.

## У ролях
- Леван Учанейшвілі — Мурад
- Ліка Кавжарадзе — Саїда
- Бімболат Ватаєв — співак Мурад
- Валерія Хугаєва — мати Саїди
- Барасбі Мулаєв — Ібрагім
- Ванаті Алієв — Муса
- Дагун Омаєв — Самур
- Ах'яд Гайтукаєв — Оман
- Руслан Фіров — представник райкому
- Земфіра Галазова — мати Мурада
- Теміна Туаєва — Манаба, сестра Саїди
- Коста Бірагов — Абдула, брат Саїди
- Наталія Казначєєва — Таня, подруга Саїди
- Айгум Айгумов — редактор газети
- Борис Кеворков — професор
- Тамара Бірюкова — редактор кінопрокату
- Юрій Саранцев — міліціонер
- Магомедамін Акмурзаєв — епізод
- Расул Татамов — епізод
- Курбан Мамедов — епізод
- С. Гриценко — епізод
- А. Соломатін — епізод
- М. Меркієв — епізод
- Г. Юзбашев — епізод
- Тотуханум Осаєва — епізод
- Микола Бережной — епізод
- Е. Грейнерт — епізод
- В. Дідінський — епізод
- Михайло Западін — епізод
- Іветта Самойлова — епізод
- Лактемір Дзтієв — епізод
- Маїрбек Цихієв — епізод
- Маїрбек Абаєв — епізод
- З. Дженєєв — епізод
- Кім Суанов — епізод
- Заміра Мелікова — епізод
- Г. Данилова — епізод
- Г. Іщенко — епізод

## Знімальна група
- Режисер — Рафаель Гаспарянц
- Сценарист — Ахмедхан Абу-Бакар
- Оператор — Михайло Немисський
- Композитор — Мурад Кажлаєв
- Художник — Володимир Пархоменко